# 弘南バス平賀車庫
弘南バス平賀車庫（こうなんバスひらかしゃこ）は、青森県平川市にあった弘南バスの営業所である。

## 沿革
- 1937年4月10日 - 平賀駅前バス車庫を開設し、バス乗務員詰所を併設する。
- 1958年6月30日 - 平賀駅前バス車庫を平賀出張所に改組。
- 1960年8月 - 組織改正により平賀案内所（弘前営業所所管）となる。
- 1967年9月 - 平賀案内所を移転。黒石営業所の所管に変更。
- 1988年 - 弘南サービスに移管、弘南サービス 平賀営業所に改組。
- 2004年4月1日 - 「平賀町循環バス（現・平川市循環バス）」の運行開始に伴い、「広船線」「唐竹線」を廃止。
- 2006年4月1日 - 弘南バスに移管、弘前営業所 平賀車庫に改組。配置車両を大鰐車庫へ移管（ただし、路線管理業務は従来通り継続）。
- 2009年4月1日 - 平賀車庫を廃止。

## その他
- 弘南バス平賀車庫の敷地・建物は農機具販売の代理店に売却された。
- 弘南鉄道平賀駅構内（弘前方）の平賀変電所の隣に、バス待機所がある。